# 東海市 (江原特別自治道)

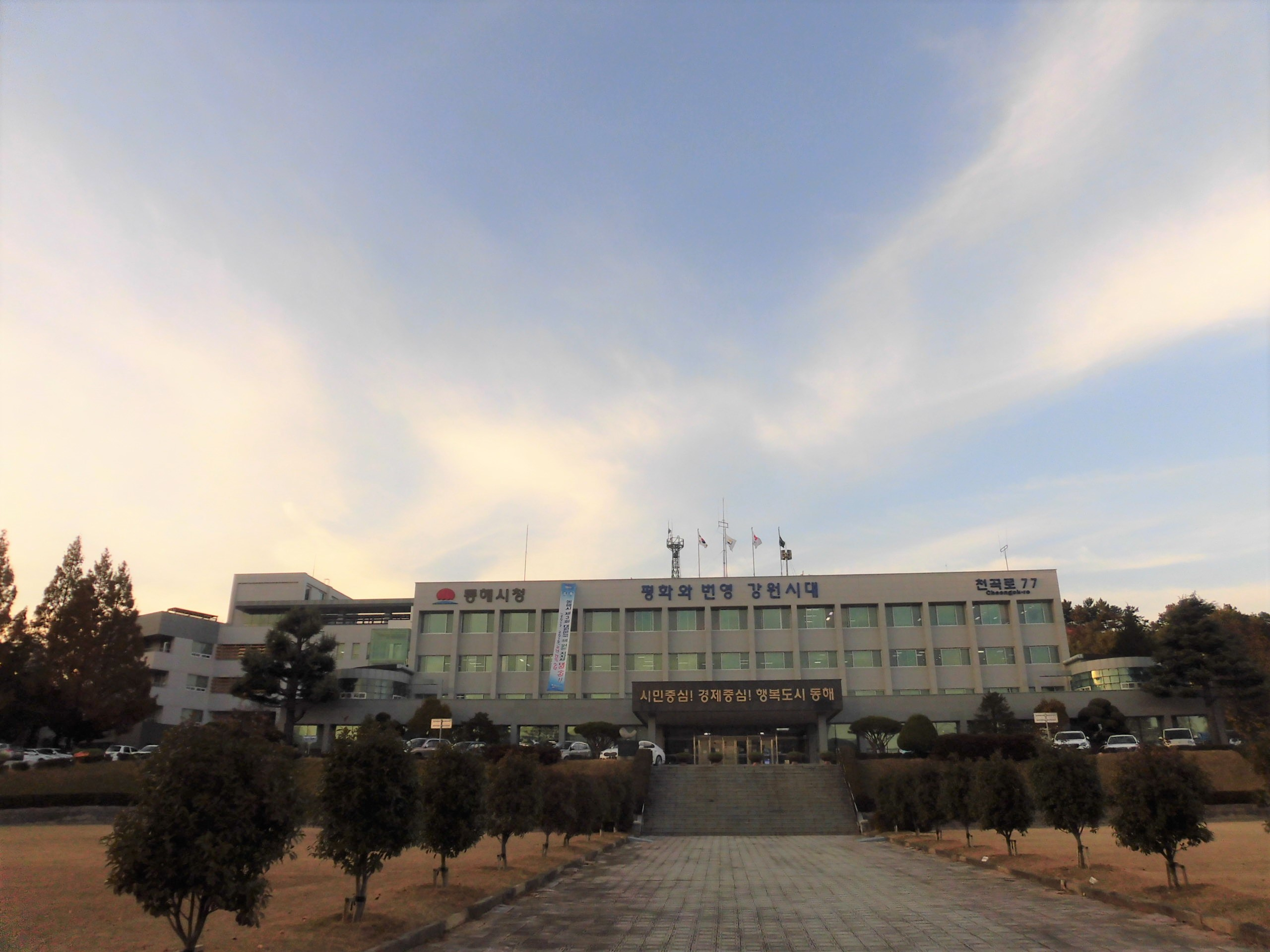
東海市庁

東海市（トンヘし、とうかいし）は、大韓民国江原特別自治道中南部に位置する市。

## 地理・気候
東は日本海に面し、西は旌善郡、南は三陟市、北は江陵市に接する。冬は日本海に面するために比較的温暖であるが、晩冬には日本海の雪雲の影響を受け、雪が降りやすくなる。過去最深積雪として2011年2月15日に102.9cmを記録し、観測史上初めて積雪が1mを超える大雪となった。最高気温極値は37.1℃（2008年7月6日）、最低気温極値は-14.0℃（2001年1月15日）である。
| 東海市の気候                                                | 東海市の気候 | 東海市の気候 | 東海市の気候 | 東海市の気候 | 東海市の気候 | 東海市の気候  | 東海市の気候  | 東海市の気候  | 東海市の気候  | 東海市の気候  | 東海市の気候 | 東海市の気候 | 東海市の気候     |
| 月                                                          | 1月          | 2月          | 3月          | 4月          | 5月          | 6月           | 7月           | 8月           | 9月           | 10月          | 11月         | 12月         | 年               |
| ----------------------------------------------------------- | ------------ | ------------ | ------------ | ------------ | ------------ | ------------- | ------------- | ------------- | ------------- | ------------- | ------------ | ------------ | ---------------- |
| 最高気温記録 °C （°F）                                      | 16.1 (61)    | 23.7 (74.7)  | 26.9 (80.4)  | 32.6 (90.7)  | 33.5 (92.3)  | 35.2 (95.4)   | 37.1 (98.8)   | 37.0 (98.6)   | 34.2 (93.6)   | 29.7 (85.5)   | 24.4 (75.9)  | 18.4 (65.1)  | 37.1 (98.8)      |
| 平均最高気温 °C （°F）                                      | 5.4 (41.7)   | 7.0 (44.6)   | 11.2 (52.2)  | 16.7 (62.1)  | 21.1 (70)    | 23.4 (74.1)   | 26.6 (79.9)   | 27.6 (81.7)   | 23.8 (74.8)   | 19.7 (67.5)   | 13.7 (56.7)  | 7.7 (45.9)   | 17.0 (62.6)      |
| 日平均気温 °C （°F）                                        | 1.1 (34)     | 2.8 (37)     | 6.8 (44.2)   | 12.2 (54)    | 16.6 (61.9)  | 19.6 (67.3)   | 23.2 (73.8)   | 24.1 (75.4)   | 19.8 (67.6)   | 15.1 (59.2)   | 9.3 (48.7)   | 3.4 (38.1)   | 12.8 (55)        |
| 平均最低気温 °C （°F）                                      | −2.8 (27)    | −1.4 (29.5)  | 2.4 (36.3)   | 7.7 (45.9)   | 12.5 (54.5)  | 16.5 (61.7)   | 20.5 (68.9)   | 21.1 (70)     | 16.2 (61.2)   | 10.7 (51.3)   | 5.0 (41)     | −0.8 (30.6)  | 9.0 (48.2)       |
| 最低気温記録 °C （°F）                                      | −14.0 (6.8)  | −13.7 (7.3)  | −6.9 (19.6)  | −1.4 (29.5)  | 3.5 (38.3)   | 6.0 (42.8)    | 12.2 (54)     | 14.4 (57.9)   | 8.3 (46.9)    | −0.1 (31.8)   | −6.2 (20.8)  | −11.9 (10.6) | −14.0 (6.8)      |
| 降水量 mm （inch）                                          | 46.4 (1.827) | 44.0 (1.732) | 57.6 (2.268) | 72.3 (2.846) | 63.3 (2.492) | 105.9 (4.169) | 230.8 (9.087) | 227.2 (8.945) | 219.8 (8.654) | 102.9 (4.051) | 71.6 (2.819) | 22.5 (0.886) | 1,264.3 (49.776) |
| 平均降水日数 （≥0.1 mm）                                    | 5.6          | 6.1          | 8.5          | 8.3          | 8.8          | 10.7          | 14.4          | 14.8          | 12.1          | 7.9           | 7.3          | 4.1          | 108.6            |
| % 湿度                                                      | 47.6         | 52.2         | 56.4         | 58.8         | 67.0         | 77.8          | 82.1          | 82.3          | 79.0          | 67.2          | 56.5         | 46.0         | 64.4             |
| 平均月間日照時間                                            | 188.1        | 181.0        | 202.3        | 211.9        | 221.3        | 179.7         | 155.0         | 163.4         | 165.3         | 190.3         | 172.6        | 188.3        | 2,219.2          |
| 出典：韓国気象庁 (平均値：1993年-2020年、極値：1992年-現在) |              |              |              |              |              |               |               |               |               |               |              |              |                  |

## 歴史
三韓時代は辰韓の悉直国の一部だったが、西暦102年新羅に併合され、5世紀には高句麗の悉直郡になった。
統一新羅の景徳王在位期間の757年に三陟郡と改称、高麗時代は陟州とも呼ばれた。
李氏朝鮮時代は1393年に三陟府、1413年に三陟都護府に昇格した。
1895年の地方行政改革により江陵府三陟郡と改編され、翌年江原道に属した。
江原道東部は三和鉄山や襄陽鉄山など鉄鉱石や石炭が豊富であり、現在の東海市にあたる江陵郡墨湖面・三陟郡北坪面では鉱工業が育ち始めた。大阪の相場師是川銀蔵はこれらの鉱山を買収し1938年に是川鉱業を設立、1943年に当時の三陟郡北坪面に是川製鉄を設立し溶鉱炉8つと従業員1万を擁する大企業となった。この製鉄所は戦後には三和製鉄所となったが、老朽化と鉄鉱石の枯渇などから1970年代に操業を停止している。鉄鉱石・石炭の枯渇の一方、東海市から三陟郡にまたがる一帯の山地は石灰岩が無尽蔵にあるため、セメント工業が盛んとなり、北坪港（東海港）はセメント専用埠頭が操業するようになった。また工業団地も立地するなど、東海市は工業地帯であり続けている。
- 1941年 - 墨湖港が開港。
- 1942年10月1日 - 江陵郡（後に溟州郡）望祥面が墨湖邑となる。
- 1945年7月1日 - 三陟郡北三面が北坪邑となる。
- 1979年 - 北坪港が開港。
- 1980年4月1日 - 溟州郡墨湖邑・三陟郡北坪邑が合併し、東海市が発足。
- 1986年12月5日 - 北坪港が東海港と改称。

1998年11月朝鮮民主主義人民共和国（北朝鮮）金剛山観光船が東海港を出航した（2001年7月以降は束草港のみとなり、現在は陸路観光となっている）。

## 行政区域

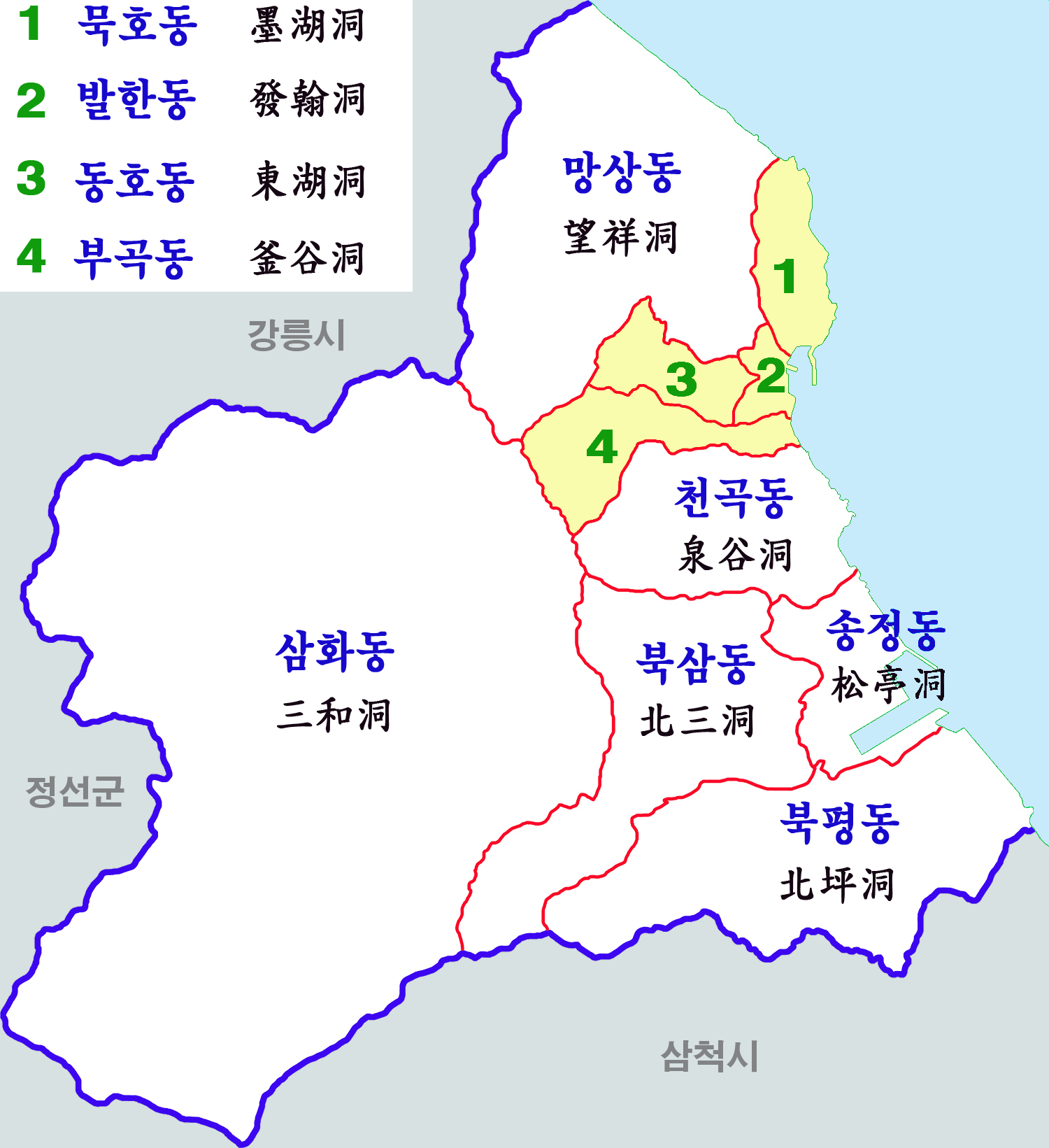
行政区域図

| 行政洞 | 法定洞                                                                               |
| ------ | ------------------------------------------------------------------------------------ |
| 泉谷洞 | 泉谷洞、平陵洞                                                                       |
| 松亭洞 | 松亭洞、龍井洞                                                                       |
| 北三洞 | 智興洞、孝街洞、羅雁洞、桐淮洞、洒雲洞、龍井洞                                       |
| 釜谷洞 | 釜谷洞                                                                               |
| 東湖洞 | 発翰洞                                                                               |
| 発翰洞 | 発翰洞                                                                               |
| 墨湖洞 | 墨湖津洞、於達洞、大津洞                                                             |
| 北坪洞 | 北坪洞、九美洞、湫岩洞、九湖洞、大口洞、虎峴洞、内洞、丹鳳洞、池柯洞、梨島洞、帰雲洞 |
| 望祥洞 | 望祥洞、発翰洞、草邱洞、深谷洞、槐蘭洞、晩遇洞                                       |
| 三和洞 | 三和洞、耳基洞、泥老洞、新興洞、飛川洞、達芳洞                                       |

## 観光

### 文化財
- 高峴山城
- 三和寺の三層石塔
- 甘湫寺
- 北坪海巖亭
- 龍山書院、文敬祠、文簡祠、道東祠

### レジャー・観光地
- 望祥海水浴場
- 湫岩海水浴場
- 魯峰海水浴場
- 於達海水浴場
- 武陵渓谷
- 頭陀山
- 青玉山
- 草録峰
- 泉谷天然洞窟
- 北坪民俗市場
- 墨湖・於達刺身通り
- 墨湖港

## 教育
- 東海大学校

## 軍事・警察
韓国海軍第1艦隊司令部及び海洋警察庁の東海警察署が所在する。

## 姉妹都市
- 敦賀市（日本・福井県、1981年4月13日）
- ナホトカ（ロシア連邦・極東連邦管区沿海地方、1991年12月10日）
- 図們市（中華人民共和国・吉林省延辺朝鮮族自治州、1996年10月2日）
- フェデラルウェイ（アメリカ合衆国・ワシントン州、2000年4月1日）

## 交通

### 船舶
- 東海港：（DBSクルーズフェリー→トゥウォン商船）2025年現在は鳥取県・境港、ウラジオストクへそれぞれ週1便、貨客船が出航する。
- 墨湖港：鬱陵島へ旅客船が出航する。

### 鉄道
- 東海高速道路（65号線）
  - 東海サービスエリア（東海方向のみ） - 望祥インターチェンジ - 東海インターチェンジ
- 韓国鉄道公社（KORAIL）
  - 嶺東線
    - 東海駅 - 墨湖駅 - 望祥駅 - 望祥海水浴場駅

  - 三陟線
    - 東海駅 - 湫岩駅

  - 北坪線（貨物線）
    - 東海駅 - 三和駅

  - 墨湖港線（貨物線）
    - 東海駅 - 墨湖港駅 - 墨湖駅

### バス
- 東海高速バスターミナル（ソウル高速バスターミナルなどを往復する路線あり）
- 東海市外バスターミナル（東ソウル総合バスターミナルなどを往復する路線あり）